# Parkconcerten
De Parkconcerten zijn een jaarlijks festival  dat gehouden wordt in het Egmontpark in het Oost-Vlaamse Zottegem. Voorheen werden de concerten georganiseerd in Domein Breivelde. Iedere donderdagavond in juli en augustus treden verschillende pop- en rockgroepen op in het Egmontpark.. Artiesten die optraden op de Parkconcerten zijn onder andere Buscemi, Patrick Riguelle, Frank Vander linden, Ben Crabbé en Jan Hautekiet.